# Rolf Beck
Rolf Beck (* 15. Januar 1945 in Michelstadt) ist ein deutscher Dirigent, Chorleiter und Intendant.

## Leben
Beck studierte Jura in Marburg und Lausanne sowie an der Musikhochschule Frankfurt in der Dirigentenklasse von Chordirigent Helmuth Rilling.
Ab 1981 war er Intendant der Bamberger Symphoniker, wo er 1983 den Chor der Bamberger Symphoniker und das Instrumentalensemble Concerto Bamberg gründete. Von 1996 bis zu seinem Eintritt in den Ruhestand war Beck Leiter des Bereichs Orchester und Chor beim NDR. 1998 wurde er Co-Direktor des Schleswig-Holstein Musik Festivals, dessen Intendant er von 1999 bis 2013 war. Im Jahre 2002 gründete Beck im Rahmen des Festivals eine Chorakademie, um Menschen auf internationaler Ebene durch gemeinsames Musizieren vokal zu verbinden. Er leitet die jetzt benannte Chorakademie Lübeck bis heute.
1989 erhielt Beck das Bundesverdienstkreuz am Bande und 2008 wurde er vom damaligen schleswig-holsteinischen Ministerpräsidenten Peter Harry Carstensen „in Anerkennung und Würdigung seines künstlerischen Wirkens sowie um die Entwicklung des Schleswig-Holstein Musik Festivals“ mit der Ehrenprofessur des Landes Schleswig-Holstein ausgezeichnet.